# لینگویک، کبک
لینگویک (به فرانسوی: Lingwick) بخشی در منطقه شهری لواو-سن-فرانسوا ناحیه استری در استان کبک کانادا است. در سرشماری سال ۲۰۱۱ این بخش ۴۲۶ نفر جمعیت داشته‌است و مساحت آن ۲۴۲٫۸۳ کیلومتر مربع است.